# Entomacis muscorum
Entomacis muscorum is een vliesvleugelig insect uit de familie van de Diapriidae. De wetenschappelijke naam van de soort is voor het eerst geldig gepubliceerd in 1912 door Dahl.